# Mathias Ranégie
Mathias Ranégie est un footballeur franco-suédois, né le 14 juin 1984 à Göteborg en Suède. Il évolue comme attaquant au BK Häcken.

## Biographie

### Carrière en club
Fin août 2012, il signe en faveur d'Udinese. En janvier 2014, il signe en faveur de Watford.
Le 28 août 2014 il est prêté à  Millwall.

### Carrière en sélection
- Suède : 5 sélections / 1 but
- Première sélection le 20 janvier 2010 : Oman - Suède (0-1)
- Premier but le 23 janvier 2010 : Syrie - Suède (1-1)[2],[3]

Mathias Ranégie connait ses deux sélections en janvier 2010 lors d'une tournée de la Suède dans le golfe persique.
Remplaçant contre le sultanat d'Oman, il est titulaire contre la Syrie et inscrit le but égalisateur pour son équipe.

## Palmarès

### En club
IFK Göteborg
- Champion de Suède (1) : 2007
- Vainqueur de la Supercoupe de Suède (1) : 2008

### Individuel
- Meilleur buteur du Championnat de Suède en 2011 avec 21 buts.